# Slash (film)
Slash – film fabularny produkcji filipińskiej powstały w 1984 roku. W głównej roli wystąpił w nim Romano Kristoff, gwiazdor filmów klasy "B".

## Obsada
- Romano Kristoff (w czołówce Ron Kristoff) – Peter Harris
- Mike Monty (w czołówce jako Michael Monty) – major Andrew Scott
- Gwendolyn Hung (w czołówce jako Gwenn Hung) – Barbara